# Landessportbund Hessen

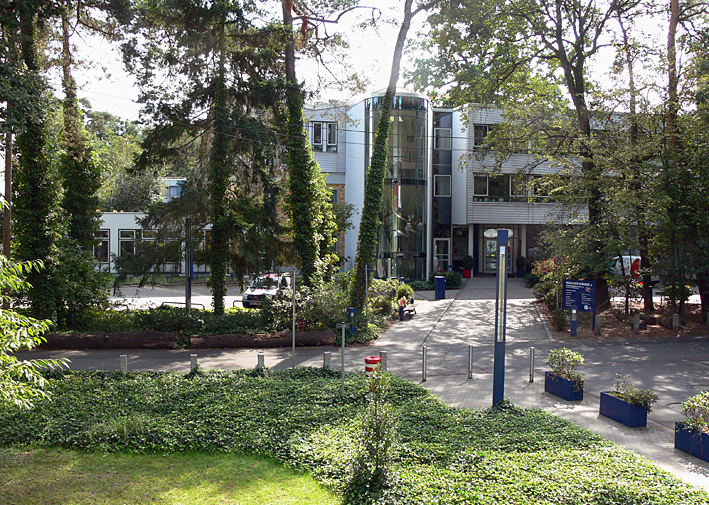
Geschäftsstelle in Frankfurt

Der Landessportbund Hessen e. V. (lsb h) mit Sitz in Frankfurt am Main ist die Dachorganisation des organisierten Sports in Hessen. Mit 2,1 Millionen Mitgliedern in rund 7600 Sportvereinen, 23 Sportkreisen, 59 Sportverbänden und 14 Verbänden mit besonderen Aufgaben ist der lsb h einer der 16 Landessportbünde des Deutschen Olympischen Sportbundes (DOSB). Der lsb h engagiert sich für den Breiten-, Leistungs- und Jugendsport, erbringt Dienstleistungen, gibt Impulse in allen Themenfeldern des Sports, berät und fördert seine Sportvereine. Nach einer 25-jährigen Amtszeit von Rolf Müller wurde beim Sportbundtag 2022 Juliane Kuhlmann als Präsidentin gewählt.

## Arbeitsfelder

### Geschäftsbereiche
Der Landessportbund Hessen untergliedert sich in folgende Geschäftsbereiche:
- Vereinsmanagement: Aufgaben sind die finanzielle Förderung und Beratung der Vereine, die finanzielle Förderung für Übungsleiter, Baumaßnahmen, Sportgeräte sowie Personen- und Vereinsehrungen, Wahrnehmung von Mitgliederveränderung der Vereine, Verbände und Sportkreise (Neuaufnahmen, Abgänge, Zusammenschlüsse) und Betreuung des Landesausschusses Recht, Steuern und Versicherung. Leiter des Bereichs ist Steffen Kipper.
- Sportentwicklung: Aufgaben sind die überfachliche Neu- und Weiterentwicklung der Sportangebote, die Positionierung des organisierten Sports auf dem wachsenden professionellen Gesundheitsmarkt, die Aus-, Fort- und Weiterbildung der Übungsleiter und Vereine im Bereich Gesundheit, Inklusion und Sportabzeichen sowie die Beratung der Vereine bezüglich struktureller Veränderungen und Neuentwicklungen. Leiterin ist Gundi Friedrich.
- Schule, Bildung und Personalentwicklung: Er kümmert sich um die Aus- und Weiterbildungsangebote mit und ohne Lizenzerwerbung und den Ergänzungs-, Zusatzausbildungen und Ausbildungen mit besonderer Zielsetzung in Zusammenarbeit mit der Sportjugend Hessen und der Bildungsakademie. Darüber hinaus befasst sich dieser Geschäftsbereich mit dem Thema „Schule und Verein“. Geschäftsbereichsleiter ist Frank Obst.
- Leistungssport: Das Aufgabenfeld erstreckt sich von der Koordinierung landesweiter Maßnahmen im Bereich Leistungssportförderung über die Bildung einheitlicher Organisationsformen bei der Durchführung von Trainings- und Lehrgangsmaßnahmen, die Beratung der Sportkreise und -vereine bei der Einrichtung von Sportstätten für den Leistungssport, die Talentsuche und -förderung, die Koordinierung der Talentfördermaßnahmen bis hin zur finanziellen Unterstützung der Verbände und zur Intensivierung der sportmedizinischen Betreuung von E- und D-Kader-Athleten. Außerdem betreut der Bereich das Landesprogramm „Talentsuche-Talentförderung“. Geschäftsbereichsleiter ist Thomas Neu.
- Kommunikation und Marketing: Zu den Aufgaben gehören die Herausgabe des Magazins und der Berichtsausgabe „Sport in Hessen“, die Information der Öffentlichkeit über relevante Vorgänge des lsb h, die Pflege und Erweiterung des Internetauftritts sowie der Social-Media-Aktivitäten des Landessportbundes Hessen, die Entwicklung und Umsetzung der Außendarstellung des lsb h sowie die Vorbereitung der Teilnahme des Sports an öffentlichen Veranstaltungen bspw. dem Hessentag. Der Bereich wird von Ralf Wächter geleitet.
- Sportinfrastruktur: Er kümmert sich um die Beratung zu Umweltthemen und Sportstättenentwicklung wie Wasser- und Energiesparen im Sport, Bau- und Sanierungsmaßnahmen und Schulhofgestaltung, die Aus- und Fortbildung von Übungsleitern und Mitarbeitern der Vereine, Verbände und Sportkreise in den oben genannten Themen und die Veröffentlichung der Handbuchreihe „Zukunftsorientierte Sportstättenentwicklung“. Leiter ist Jens Prüller.
- Finanz- und Personalmanagement: Zu seinen Aufgaben gehört die Abwicklung des Finanzwesens des lsb h, das Personalmanagement, die Sportschule, die Beratung der Vereine, Verbände und Sportkreise bezüglich Steuern, Fragen zur Spendenabwicklung und Beitragswesen sowie EDV im Verein und Bestandserhebung. Geschäftsbereichsleiter ist Sebastian Mader.

Weitere Aufgaben werden vom Olympiastützpunkt Hessen, der Sportjugend Hessen und der Bildungsakademie des Landessportbundes Hessen sowie dem Qualifizierungs- und Beratungszentrum Nordhessen und der Sportstiftung Hessen wahrgenommen.

### Sportjugend Hessen
Die Sportjugend Hessen im Landessportbund Hessen e. V. ist ein sport-, sozial- und gesellschaftspolitisch aktiver Jugendverband in Hessen. Sie ist Mitgliedsverband der Deutschen Sportjugend und des Hessischen Jugendrings und vernetzt mit vielen anderen Trägern der außerschulischen Jugendbildung und der Jugendarbeit. Sie vertritt die Interessen der Kinder, Jugendlichen und jungen Erwachsenen der hessischen Sportvereine. Geschäftsführer ist Mario Machalett.

### Olympiastützpunkt Hessen
Der Olympiastützpunkt (OSP) Hessen ist eine von Bund, Land und Kommunen geförderte Einrichtung zur sportartübergreifenden Beratung und Förderung von Nachwuchs- und Spitzenathletinnen und -athleten der olympischen und paralympischen Sportarten. Er ist seit 1992 in der Trägerschaft des Landessportbundes Hessen e. V. Derzeit werden am OSP Hessen mehr als 650 Athletinnen und Athleten (davon ca. 350 im regionalen Einzugsbereich und ca. 300 über zentrale Maßnahmen) aus rund 20 Sportarten unterstützt. Dabei spielen die aktuell acht Bundesstützpunkte olympischer Sportarten eine herausgehobene Rolle. Das Leistungsspektrum des OSP Hessen umfasst insbesondere Laufbahnberatung/Duale Karriere, Trainingswissenschaften, Athletik- und Rehatraining, Physiotherapie, Ernährungsberatung, Psychotherapie und Sportcoaching sowie sportmedizinische Betreuung. Leiter des OSP Hessen ist Markus Kremin.

### Bildungsakademie
Zu den Aufgaben der Bildungsakademie zählen die Förderung von Bildung von Erwachsenen durch Weiterbildung in verschiedenen Gebieten, die Förderung und Unterstützung des lsb h, seiner Vereine und Verbände, die Vermittlung des Sports als lebensbegleitender Inhalt und die Aktivierung des nichtorganisierten Sports sowie die Konzeptionierung der Personalentwicklung und der Qualifizierung der Mitarbeiter. Geschäftsführerin und Pädagogische Leiterin ist Ute Müller-Steck.

## Geschäftsführung und Geschäftsstelle
Die Geschäftsstelle des Landessportbund Hessen liegt in der Otto-Fleck-Schneise, direkt im Frankfurter Stadtwald. In unmittelbarer Nähe befinden sich die Commerzbank-Arena, der Deutsche Fußball-Bund und der Deutsche Turner-Bund.
Hauptgeschäftsführer ist Andreas Klages.

## Struktur und Präsidium des Landessportbundes Hessen
Derzeit gehören dem Präsidium folgende Mitglieder an:
- Juliane Kuhlmann, Präsidentin
- Malin Hoster, Vizepräsidentin Kinder- und Jugendsport, Vorsitzende der Sportjugend Hessen
- Ralf-Rainer Klatt, Vizepräsident Sportentwicklung
- Katja Köhler-Nachtnebel, Vizepräsidentin Bildung und Personalentwicklung, Vorschule, Schule und Hochschule
- Annika Mehlhorn, Vizepräsidentin Leistungssport
- Helmut Meister, Vizepräsident Finanzmanagement
- Uwe Steuber, Vizepräsident Kommunikation und Marketing
- Frank Weller, Vizepräsident Vereinsmanagement und Sportinfrastruktur
- Andreas Klages, Hauptgeschäftsführer

## Geschichte des Landessportbundes Hessen

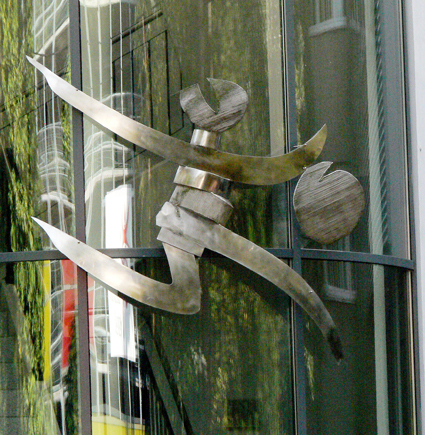
Das Logo des lsb h

Im Mai 1946 erhielt Heinz Lindner von der amerikanischen Militärregierung den Auftrag zu einer Tagung zu laden, in der die Neuorganisation des Sports in Hessen behandelt werden soll. Die Tagung fand am 1. Juni 1946 in Mörfelden bei Frankfurt am Main, statt und am Ende dieser Tagung wurde die Gründung des Landessportbundes beschlossen. Heinz Lindner wurde von Vertretern der Sportverbände und Sportbezirke zum ersten Präsidenten des Sportbundes gewählt. Im April 1947 mietete der Landessportbund Hessen ein Haus in der Frankfurter Goethestraße, das zunächst als Geschäftsstelle diente. Die Hauptaufgabe des Landessportbundes Hessen der ersten Jahre bestand vor allem darin Übungsleiter für den Sportbetrieb der Vereine auszubilden. Im Mai 1954 beschloss man den Bau einer eigenen Sportschule in Frankfurt am Main, im November 1957 erfolgte die Grundsteinlegung im Frankfurter Stadtwald.
Im Dezember 1963 wurde die erste Übungsleiter-Ausbildung mit Lizenzprüfung abgeschlossen, bis heute sind weit mehr als 20.000 Personen als Übungsleiter lizenziert. Die finanzielle Förderung der Vereine durch den Sportbund lief 1966 an und war damit ein wichtiger Bestandteil des kontinuierlichen Wachstums. Die neue Geschäftsstelle sowie die Sportschule wurden 1975 in der Otto-Fleck-Schneise im Frankfurter Stadtwald fertiggestellt, die Geschäftsstelle in der Goethestraße konnte aus Platzmangel nicht mehr genutzt werden. 1985 beteiligte sich der Landessportbund Hessen erstmals am Hessentag. Im Jahr 2000 erhielt der lsb h Sitz und Stimme im Rundfunkrat des Hessischen Rundfunks; diese Forderung wurde bereits seit der Gründung 1946 gestellt. 2001 wurde die Förderung des Sports als Staatsziel in die Hessische Landesverfassung aufgenommen und damit anderen Staatszielen gleichgesetzt. Heute gehört ein Drittel aller Hessen einem Sportverein an, der Mitglied im Landessportbund ist.

## Die Sportbildungsstätten des Landessportbundes Hessen
In der „zentralen Heimstätte des hessischen Sports“, der Sportschule und Bildungsstätte in der Otto-Fleck-Schneise in Frankfurt, werden Seminare, Lehrgänge, Aus- und Fortbildungen angeboten. Sie ist gleichzeitig Trainingsstätte für den Hochleistungssport in Hessen. Die Sportschule verfügt über 92 Gästezimmer, diverse Schulungs- und Tagungsräume verschiedenster Größen sowie ein Sportrestaurant. Mit drei Großsporthallen (teilbar in jeweils drei Segmente), einer Mehrzweckhalle, einer Schwimmhalle (4 Bahnen à 50 m; auch teilbar in 8 Bahnen à 25 m), einem Lehrschwimmbecken, einen Kraftraum, eine Lauf-Diagnostikstrecke etc. bietet sie optimale Trainingsbedingungen.
Zum Landessportbund gehören zwei weitere Sportbildungsstätten in Sensenstein (bei Kassel) und Wetzlar sowie ein Naturcamp am Edersee. Dort werden ebenso Lehrgänge, Fortbildungen und Ausbildungen angeboten, des Weiteren können sie Vereine für Trainingslager nutzen.

## Das Magazin und die BerichtsausgabeSport in Hessen
Der Geschäftsbereich Kommunikation und Marketing des Landessportbundes Hessen gibt alle zwei Wochen im Wechsel das Magazin und die Berichtsausgabe Sport in Hessen heraus. Die Magazinausgabe behandelt sportartübergreifende Themen, wie Sport und Gesundheit, Sport und Politik, Inklusion im Sport usw. In der Berichtsausgabe werden Berichte aus den hessischen Sportkreisen und Sportverbänden veröffentlicht.
Sport in Hessen wird an alle Sportkreise, Verbände und Vereine im lsb h versandt, lässt sich aber auch frei abonnieren.